# Tiger-Cave-Tempel

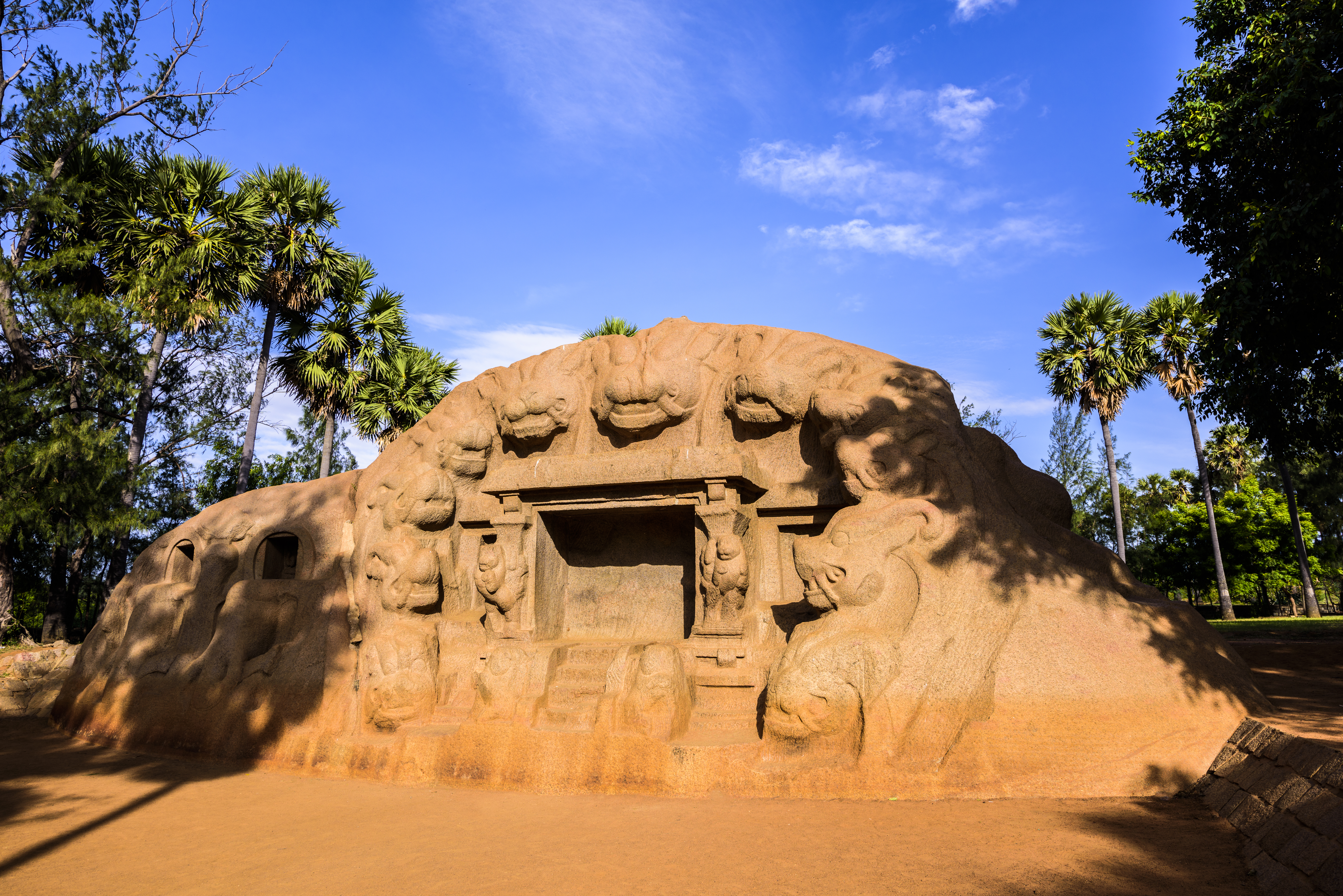
Tiger-Cave-Felsentempel

Der Tiger-Cave-Tempel ist ein monolithischer hinduistischer Felsentempel in der Umgebung der Küstenstadt Mamallapuram im Bundesstaat Tamil Nadu in Südindien. Zusammen mit anderen Bauten in der Umgebung der Kleinstadt gehört er seit 1984 zum UNESCO-Weltkulturerbe.

## Lage
Der Tiger-Cave-Tempel befindet sich auf einer von Granitfelsen und Meersand gebildeten etwa 10 m hohen Nehrung am Golf von Bengalen knapp 5 km (Fahrtstrecke) nördlich von Mamallapuram.

## Geschichte
Die Felsentempel von Mamallapuram entstanden im Auftrag der im 7./8. Jahrhundert über weite Teile Südindiens herrschenden Pallava-Dynastie. Sie werden generell dem 7. Jahrhundert zugeordnet, wobei davon ausgegangen wird, dass eine reichere skulpturale Bauzier gleichbedeutend mit einem späteren Entstehungsdatum ist. Der Tiger-Cave-Tempel wäre somit um das Jahr 700 zu datieren.

## Architektur
Der aus einem monolithischen Granitfelsen mit Stein- und Eisenwerkzeugen herausgearbeitete Tempel ist unvollendet; eine Cella (garbhagriha), eventuell mit seitlichen Annexräumen wie beim Varaha-Tempel fehlt. Ebenso fehlt ein Kultbild, so dass eine Weihe an einen bestimmten Gott nicht feststellbar ist.

## Skulptur
Die Fassade beeindruckt durch einen beinahe überreichen Figurenschmuck, der beinahe ausschließlich aus bogenförmig angeordneten gehörnten Löwenköpfen (vgl. kirtimukhas) besteht. Zu beiden Seiten des Treppenaufgangs befinden sich weitere – im Sprung begriffene – Löwenfiguren (vgl. yali), die entweder unvollendet oder stark erodiert sind. Das vorkragende Portaldach zeigt vorbereitete Felder für kudu-Reliefs, die jedoch nicht ausgeführt wurden. Links des Tempels sind unvollendete Elefantenköpfe erkennbar; oberhalb davon befinden sich zwei kleine Räume, deren Zweck nicht eindeutig bestimmbar ist.

## Umgebung

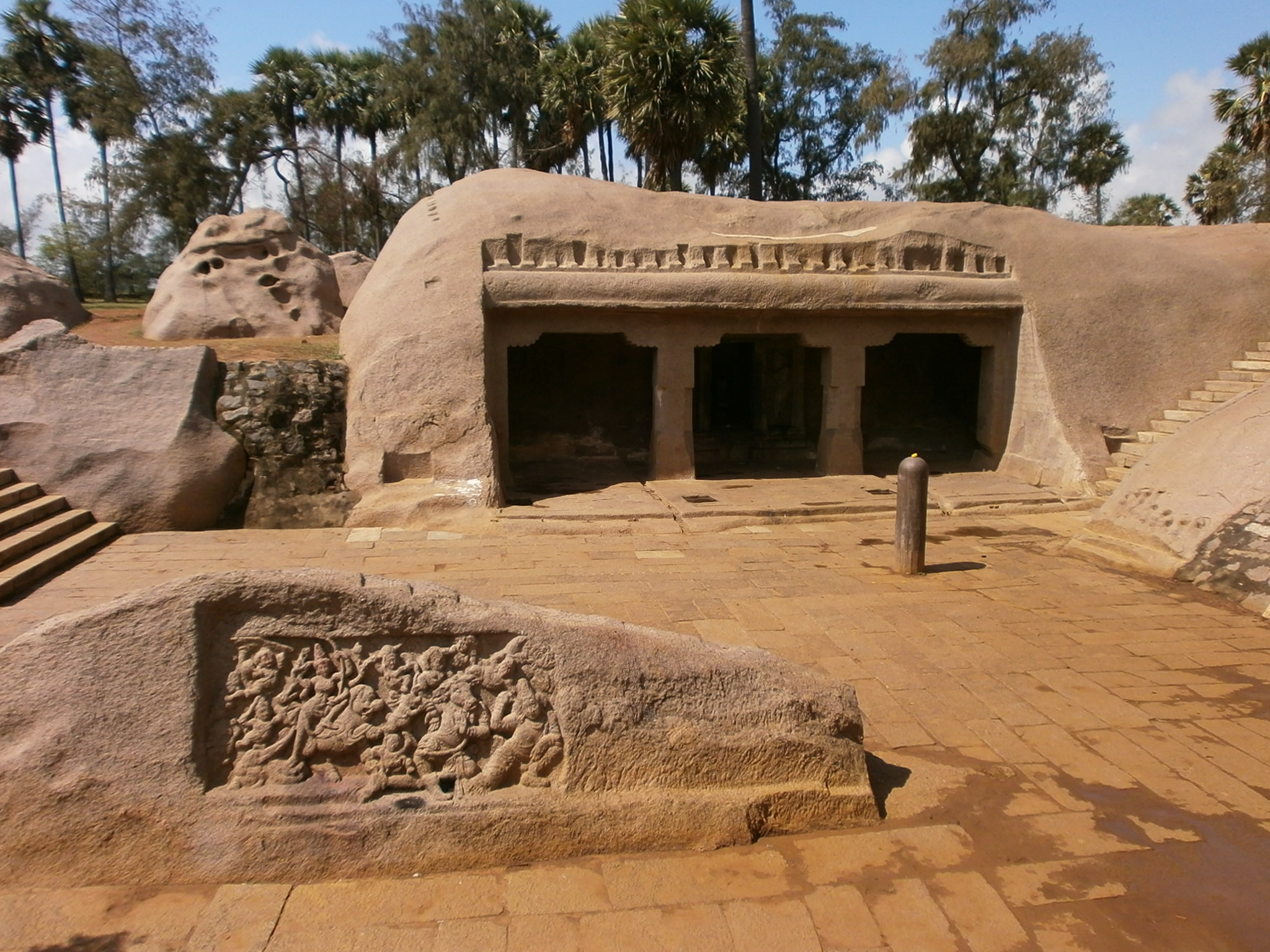
Shiva-Tempel und Durga-Relief

- Wenige Meter seitlich des Haupttempels befindet sich weitgehend fertiggestellter, aber insgesamt älter wirkender und nahezu schmuckloser dreiportaliger Shiva-Tempel mit einem (später hinzugefügten) davor stehenden Lingam. Auf einem davor liegenden Felsblock ist ein Relief mit der den Büffeldämon Mahishasura tötenden Göttin Durga und ihrem Gefolge eingemeißelt.
- Im rückwärtigen Bereich des Tempelbezirks befindet sich ein schräg stehender, einem Menhir ähnelnder, großer Granitblock, in dessen oberen Teil ein von unten kaum erkennbares Relief hineingehauen ist.